# 4856 Seaborg
4856 Seaborg eller 1983 LJ är en asteroid i huvudbältet som upptäcktes den 11 juni 1983 av den amerikanska astronomen Carolyn S. Shoemaker vid Palomar-observatoriet. Den är uppkallad efter den amerikanske kemisten och nobelpristagaren Glenn T. Seaborg.
Asteroiden har en diameter på ungefär 10 kilometer och den tillhör asteroidgruppen Maria.